# 沃爾鎮區 (伊利諾伊州福德縣)
沃爾鎮區（英語：Wall Township）是位於美國伊利諾伊州福特縣的一個行政鎮區。

## 地方資料
根據2010年美國人口普查的數據，沃爾鎮區的面積為95.10平方千米，當中陸地面積為95.00平方千米，而水域面積為0.10平方千米。當地共有人口200人，而人口密度為每平方千米2.1人。